# Agneau du Périgord
 (avril 2018).
Si vous disposez d'ouvrages ou d'articles de référence ou si vous connaissez des sites web de qualité traitant du thème abordé ici, merci de compléter l'article en donnant les références utiles à sa vérifiabilité et en les liant à la section « Notes et références ».
Agneau du Périgord est une appellation, protégée par une indication géographique protégée (IGP), désignant une carcasse bouchère d'agneau impérativement né, élevé et abattu dans la "zone Périgord".  
Après le Label Rouge, décroché en 1994, l'agneau du Périgord bénéficie d'une IGP depuis la fin de l'année 2010. L’appellation est donc protégée au niveau européen. Cette production, au mode d'élevage traditionnel, est concentrée dans une zone géographique bien définie au nord-est de l'Aquitaine : le département de la Dordogne et les cantons limitrophes de la Corrèze, du Lot et du Lot-et-Garonne. La viande d'agneau du Périgord est considérée comme une transformation bouchère haut de gamme. 

## Mode d'élevage
L'agneau périgourdin valorise des surfaces peu propices aux cultures et cette activité contribue au maintien du paysage rural. Dans le Périgord, ces zones pentues sont appelées les "picadies".     
Les brebis sont issues de races rustiques, bien adaptées à cet environnement particulier : Lacaune, blanche du Massif central. Pour optimiser la conformation des agneaux, les brebis sont croisées avec des béliers de races bouchères comme le Charolais, l'Ile-de-France ou le Rouge de l'Ouest.   

### Caractéristiques
L'agneau du Périgord se distingue par les caractéristiques de sa viande, de couleur claire (blanche à rosé clair). L'allaitement maternel, l'âge d'abattage et l'alimentation en finition permettent d'obtenir une texture fondante, un goût délicat, peu marqué, et un gras ferme au toucher mais fondant en bouche après cuisson. L’alimentation en finition à base de céréales en grains entiers ou aplatis est la clé de ce gras de qualité. 

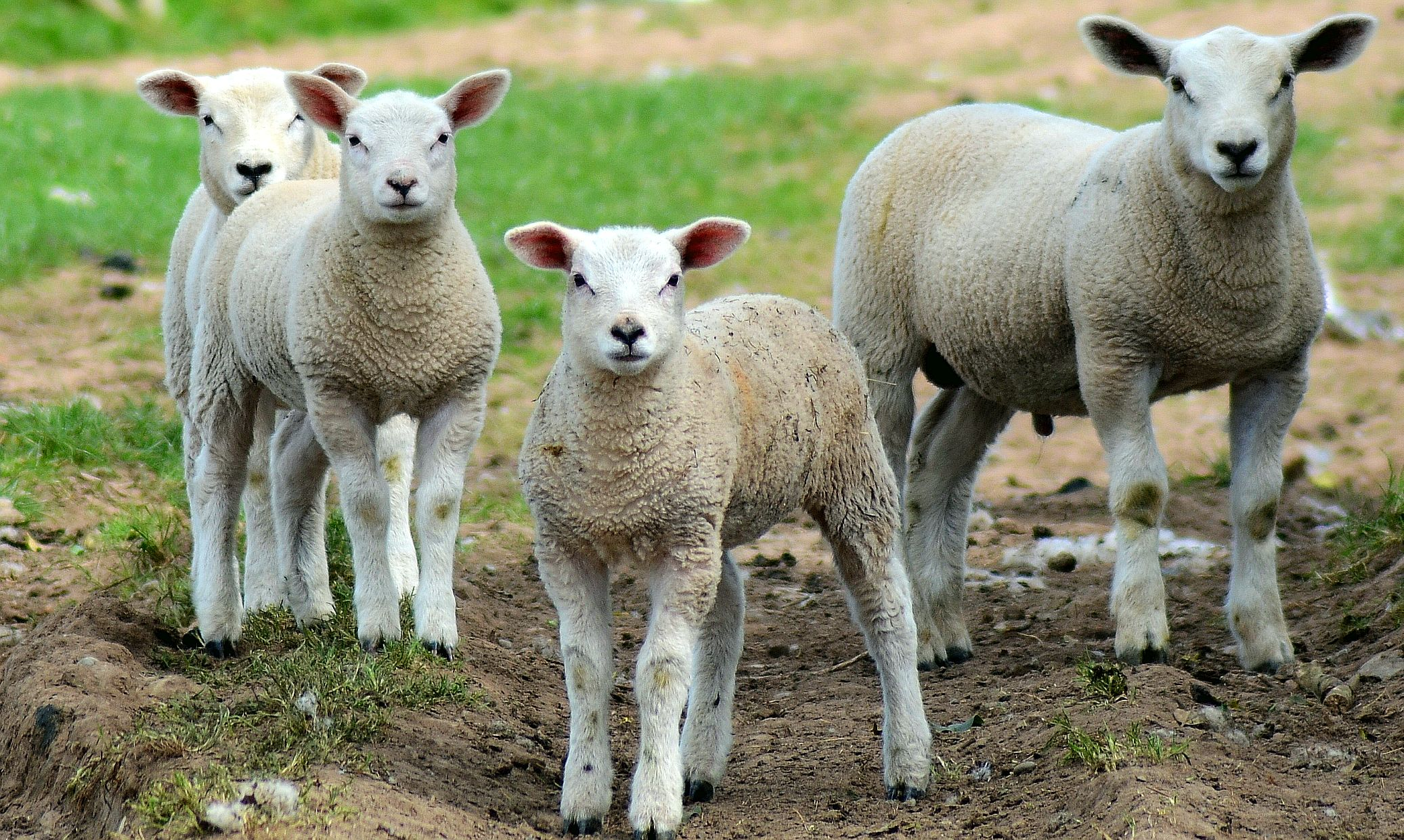
Agneaux et agnelles du Périgord

### Production
Aujourd'hui[Quand ?], 106 éleveurs produisent de l'agneau du Périgord, le plus souvent en complément d'une autre activité : bovins, fraises, vignobles et tabac. Si la production s'est redressée quelques années auparavant (environ 8 000 agneaux avaient été labellisés en 2009), la filière n'a pas échappé à la baisse du nombre d'éleveurs qui frappe la production ovine depuis de nombreuses années. En 2002, 28 000 agneaux du Périgord Label Rouge avaient été mis sur le marché, produits par 250 éleveurs de la coopérative Univin.  

### Commercialisation
La demande est en tous cas soutenue, notamment de la part des grandes surfaces. Environ 7600 agneaux sont commercialisés par an sur 52 points de vente : surtout des boucheries artisanales mais aussi des GMS (Leclerc, Carrefour notamment).  40 % d'entre eux sont situés en Dordogne et dans les départements voisins mais l'agneau du Périgord est aussi bien présent en région parisienne, dans la région Centre et dans l'Est. À noter que des animations d'éleveurs sont régulièrement organisées en magasin.   